# Ukrainische Männer-Handballnationalmannschaft
Die ukrainische Männer-Handballnationalmannschaft repräsentiert den Handballverband der Ukraine als Auswahlmannschaft auf internationaler Ebene bei Länderspielen im Handball gegen Mannschaften anderer nationaler Verbände.

## Geschichte
Bis zum Zusammenbruch der Sowjetunion im Jahr 1991 wurden ukrainische Spieler für die sowjetische Männer-Handballnationalmannschaft nominiert. Nach der Unabhängigkeit der Ukraine wurde der nationale Handballverband gegründet. Bereits seit 1992 ist dieser Mitglied in der Internationalen Handballföderation (IHF). Mit der Gründung des regionalen Handballverbandes der Region Charkiw im Jahr 1997 wurden alle Voraussetzungen der Europäischen Handballföderation (EHF) zum Beitritt erfüllt.
Bei der ersten Teilnahme an einer Qualifikation für Europameisterschaften setzte sich die Auswahl in der Gruppenphase gegen die Türkei, Bulgarien und die Niederlande durch. In den Play-offs schaltete die Mannschaft Belarus aus. Bei der Europameisterschaft 2000 in Kroatien gelang im Auftaktspiel gegen Deutschland mit 24:24 der einzige Punktgewinn im Turnier. Am Ende belegte man den zwölften und letzten Rang. Rückraumspieler Oleg Velyky, der 2007 mit Deutschland Weltmeister wurde, erzielte 46 Treffer und wurde Torschützenkönig des Turniers. Bei der Weltmeisterschaft 2001 erreichte die Mannschaft mit dem siebten Platz ihr bisher bestes Ergebnis. In Frankreich scheiterte die Mannschaft im Viertelfinale gegen Schweden und gewann dann das Spiel um Platz 7 gegen Deutschland. Jurij Kostezkyj war mit 60 Toren der zweitbeste, Wjatscheslaw Lotschman mit 42 Toren der siebtbeste Torwerfer des Turniers. Jewhen Budko war der sechstbeste Torwart nach der Quote der gehaltenen Bälle.
Auch für die Weltmeisterschaft 2007 in Deutschland qualifizierte sich die Ukraine. Hier scheiterte das Team in der Vorrunde und verlor letztlich das Spiel um Platz 13 gegen Norwegen. Ihor Andrjuschtschenko war der beste Siebenmeterschütze, Wadym Braschnyk wurde, neben anderen, siebtbester Torwart des Turniers.
In der europäischen Qualifikationsrunde zur Weltmeisterschaft 2023 konnte das Team seine Spiele gegen Finnland wegen des russischen Überfalls auf die Ukraine 2022 nicht austragen und schied aus.

## Internationale Großereignisse
Für Teilnahmen vor 1992 siehe sowjetische Männer-Handballnationalmannschaft.

### Olympische Spiele
- Olympische Spiele 1992: nicht qualifiziert
- Olympische Spiele 1996: nicht qualifiziert
- Olympische Spiele 2000: nicht qualifiziert
- Olympische Spiele 2004: nicht qualifiziert
- Olympische Spiele 2008: nicht qualifiziert
- Olympische Spiele 2012: nicht qualifiziert
- Olympische Spiele 2016: nicht qualifiziert
- Olympische Spiele 2020: nicht qualifiziert

### Weltmeisterschaften
- Weltmeisterschaft 1993: nicht qualifiziert
- Weltmeisterschaft 1995: nicht qualifiziert
- Weltmeisterschaft 1997: nicht qualifiziert
- Weltmeisterschaft 1999: nicht qualifiziert
- Weltmeisterschaft 2001: 07. Platz (von 24 Mannschaften)

Kader: Jurij Kostezkyj (60 Tore), Serhij Bilyk, Jewhen Budko, Oleksandr Hladun, Jewhen Hurkowskyj, Andriy Kamyshov, Yuriy Khaukha, Wjatscheslaw Lotschman, Witalij Nat, Andrij Nataljuk, Jurij Petrenko, Dmytro Provornikov, Ruslan Prudius, S. Stetsyuk, Oleg Velyky, Vitaliy Andronov. Trainer: Wladyslaw Tsyganok.
- Weltmeisterschaft 2003: nicht qualifiziert
- Weltmeisterschaft 2005: nicht qualifiziert
- Weltmeisterschaft 2007: 14. Platz (von 24 Mannschaften)

Kader: Serhij Bilyk (5 Spiele/0 Tore), Jewhen Budko (4/0), Wadym Braschnyk (3/0), Andrij Nataljuk (6/0), Sergiy Remizov (6/0), Oleg Maltecev (6/6), Jewhen Hurkowskyj (6/7), Wolodymyr Kyssil (6/7), Ihor Andrjuschtschenko (6/9), Viktor Shkrobanets (6/16), Andriy Abramov (6/17), Witalij Nat (6/20), Jurij Petrenko (6/25), Jurij Kostezkyj (6/37). Trainer: Serhij Kuschnirjuk.
- Weltmeisterschaft 2009: nicht qualifiziert
- Weltmeisterschaft 2011: nicht qualifiziert
- Weltmeisterschaft 2013: nicht qualifiziert
- Weltmeisterschaft 2015: nicht qualifiziert
- Weltmeisterschaft 2017: nicht qualifiziert
- Weltmeisterschaft 2019: nicht qualifiziert
- Weltmeisterschaft 2021: nicht qualifiziert
- Weltmeisterschaft 2023: nicht qualifiziert

### Europameisterschaften
- Europameisterschaft 1994: nicht qualifiziert
- Europameisterschaft 1996: nicht qualifiziert
- Europameisterschaft 1998: nicht qualifiziert
- Europameisterschaft 2000: 12. Platz (von 12 Mannschaften)

Kader: Jewhen Budko (6 Spiele/0 Tore), Oleg Nagornyy (6/0), Vitaliy Andronov (5/0), Andrij Nataljuk (6/0), Wolodymyr Kyssil (3/2), Sergiy Bilash (2/2), Olexandr Chernysh (3/3), Yuriy Khaukha (3/3), Jewhen Hurkowskyj (3/3), Jurij Petrenko (6/5), Dmytro Provornikov (6/11), Ruslan Prudius (5/16), Witalij Nat (6/16), Wjatscheslaw Lotschman (6/22), Oleg Velyky (6/46/Torschützenkönig). Trainer: Wladyslaw Tsyganok.
- Europameisterschaft 2002: 11. Platz (von 16 Mannschaften)

Kader: Jewhen Budko (6 Spiele/0 Tore), Serhij Bilyk (6/0), Andrij Nataljuk (7/0), Andriy Kamyshov (2/0), Oleksandr Hladun (5/1), Wolodymyr Kyssil (7/4), Sergiy Bilash (3/5), Vitaliy Andronov (7/6), Ruslan Prudius (7/11), Sergei Schelmenko (6/12), Dmytro Provornikov (7/15), Witalij Nat (7/15), Jewhen Hurkowskyj (7/16), Jurij Petrenko (7/19), Oleg Velyky (7/20), Jurij Kostezkyj (7/52). Trainer: Wladyslaw Tsyganok.
- Europameisterschaft 2004: 15. Platz (von 16 Mannschaften)

Kader: Jewhen Budko (3 Spiele/0 Tore), Serhij Bilyk (3/0), Andrij Nataljuk (3/0), Alexandr Kosyak (1/0), Pavlo Nikiforov (3/0), Mykhaylo Tsap (2/0), Mikhaylo Skyba (3/1), Yuriy Mankovsky (3/1), Witalij Nat (3/2), Oleg Kumogorodsky (3/4), Bogdan Koltsov (3/8), Andriy Vasyuk (3/8), Sergei Schelmenko (3/11), Jurij Petrenko (3/15), Jurij Kostezkyj (3/24). Trainer: Serhij Kuschnirjuk.
- Europameisterschaft 2006: 12. Platz (von 16 Mannschaften)

Kader: Serhij Bilyk (6 Spiele/0 Tore), Sergiy Remizov (6/0), Andrij Nataljuk (6/0), Jewhen Budko (1/0), Oleksandr Hladun (6/0), Wolodymyr Kyssil (6/6), Jewhen Hurkowskyj (6/7), Kostyantyn Tkhorevskyy (5/7), Ruslan Prudius (6/11), Witalij Nat (6/14), Ihor Andrjuschtschenko (6/15), Jurij Petrenko (6/21), Jurij Kostezkyj (6/23), Mykola Stezjura (6/27), Sergei Schelmenko (6/32). Trainer: Serhij Kuschnirjuk.
- Europameisterschaft 2008: nicht qualifiziert
- Europameisterschaft 2010: 16. Platz (von 16 Mannschaften)

Kader: Serhij Bilyk (3 Spiele/0 Tore), Hennadij Komok (3/0), Andrij Nataljuk (3/0), Mykola Stezjura (2/0), Mykhaylo Krivchikov (3/0), Wadym Braschnyk (2/0), Oleksandr Pedan (3/1), Serhij Ljubtschenko (3/2), Wladyslaw Ostrouschko (3/2), Witalij Nat (3/4), Dmytro Doroschtschuk (3/4), Jurij Petrenko (3/5), Olexandr Scheweljow (3/9), Oleksij Hantschew (3/12), Serhij Burka (3/21), Serhij Onufrijenko (3/27). Trainer: Leonid Sacharow.
- Europameisterschaft 2012: nicht qualifiziert
- Europameisterschaft 2014: nicht qualifiziert
- Europameisterschaft 2016: nicht qualifiziert
- Europameisterschaft 2018: nicht qualifiziert
- Europameisterschaft 2020: 16. Platz (von 24 Mannschaften)

Kader: Hennadij Komok (3 Spiele/0 Tore), Anton Terechow (3/0), Roman Chychykalo (3/0), Vladyslav Zalevskyi (1/0), Olexandr Scheweljow (3/1), Oleksandr Tilte (3/2), Dmytro Iltschenko (3/2), Dmytro Horiha (3/3), Pavlo Gurkovsky (3/3), Zakhar Denysov (2/4), Dmytro Doroschtschuk (3/5), Jewhen Bujnenko (3/5), Andrii Akimenko (3/6), Jewhen Schuk (3/6), Wladyslaw Ostrouschko (3/12), Stanislaw Schukow (3/12), Artem Kosakewych (3/13). Trainer: Serhij Bebeschko.
- Europameisterschaft 2022: 24. Platz (von 24 Mannschaften)

Kader: Hennadij Komok (3 Spiele/0 Tore), Anton Terechow (2/0), Daniil Hluschak (1/0), Maksym Wjunyk (1/0), Taras Minozkyj (3/0), Jewhen Bujnenko (3/2), Dmytro Tjutjunnyk (3/2), Wladyslaw Salewskyj (3/3), Iwan Bursak (3/3), Eduard Krawtschenko (2/4), Illja Blysnjuk (3/4), Oleksandr Kassaj (3/5), Oleksandr Tilte (3/5), Dmytro Iltschenko (3/5), Wladyslaw Donzow (3/6), Ihor Turtschenko (3/6), Dmytro Artemenko (3/9), Dmytro Horiha (3/17). Trainer:  Michael Biegler.
- Europameisterschaft 2024: nicht qualifiziert

## Weitere Turnierteilnahmen
(Auswahl)

### Karpatenpokal
Beim Karpatenpokal (seit 1959) in Rumänien erreichte die Auswahl folgende Platzierungen:
- Karpatenpokal 1993: 2. Platz (von 5 Mannschaften)
- Karpatenpokal 1995: 3. Platz (von 4 Mannschaften)
- Karpatenpokal 2003: 3. Platz (von 6 Mannschaften)
- Karpatenpokal 2007: 3. Platz (von 4 Mannschaften)
- Karpatenpokal 2011: 2. Platz (von 4 Mannschaften)
- Karpatenpokal 2012: 2. Platz (von 4 Mannschaften)

### Yellow Cup
Beim Yellow Cup in der Schweiz erreichte die Auswahl folgende Platzierungen:
- Yellow Cup 2012: 4. Platz (von 4 Mannschaften)
- Yellow Cup 2020: 4. Platz (von 4 Mannschaften)

## Spieler und Trainer

### Aktueller Kader
| Hennadij Komok         | TW | HSG Wetzlar                           |
| Maksym Wjunyk          | TW | HK Motor Saporischschja               |
| Anton Terechow         | TW | CS Minaur Baia Mare                   |
| Oleksandr Kassaj       | LA | HK Motor Saporischschja               |
| Dmytro Artemenko       | LA | Dinamo Astrachan                      |
| Dmytro Iltschenko      | KM | ZSKA Moskau                           |
| Iwan Bursak            | KM | HK Motor Saporischschja               |
| Dmytro Tjutjunnyk      | KM | HK Motor Saporischschja               |
| Eduard Krawtschenko    | RA | HK Motor Saporischschja               |
| Daniil Hluschak        | RA | Dragūnas Klaipėda                     |
| Illja Blysnjuk         | RA | Motor-Politechnika-SAB Saporischschja |
| Oleksandr Tilte        | RM | HK Motor Saporischschja               |
| Taras Minozkyj         | RM | Grupa Azoty Unia Tarnów               |
| Wladyslaw Salewskyj    | RM | Dinamo Astrachan                      |
| Dmytro Horiha          | RL | HK Motor Saporischschja               |
| Ihor Turtschenko       | RL | HK Motor Saporischschja               |
| Jewhen Bujnenko        | RL | Maccabi Dimona                        |
| Wladyslaw Donzow       | RR | HK Motor Saporischschja               |
| Stand: 10. Januar 2022 |    |                                       |

### Bisherige Trainer
Trainiert wird das Team seit Januar 2022 von Wjatscheslaw Lotschman. Von August 2021 bis Januar 2022 war Michael Biegler Trainer der ukrainischen Mannschaft. Er löste Serhij Bebeschko ab, der drei Jahre lang Trainer war. Leonid Sacharow trainierte das Team bei der Europameisterschaft 2010. Von 2002 bis 2008 war Serhij Kuschnyrjuk Nationaltrainer. Zuvor betreute Wladyslaw Tsyganok die Auswahl bei der EM 2000 und der EM 2002. Oleksandr Rjesanow stand zweimal als Interimstrainer zur Verfügung.
- Wjatscheslaw Lotschman (seit 2022)
- Michael Biegler (2021–2022)
- Serhij Bebeschko (2018–2021)
- Witalij Andronow (2014–2018)
- Andrij Portnoy (2013–2014)
- Boris Chyzhov (2010–2013)
- Leonid Sacharow (2008–2010)
- Serhij Kuschnirjuk (2002–2008)
- Wladyslaw Tsyganok (?–2002)